# Euxootera posteriobrunnea
Euxootera posteriobrunnea là một loài bướm đêm trong họ Noctuidae.